# Ezio Gamba
Ezio Gamba (Brescia, 2 dicembre 1958) è un ex judoka, dirigente sportivo e maestro di judo italiano naturalizzato russo. È stato segretario generale dell'European Judo Union.

## Biografia

### Judoka
Atleta della Società Forza e Costanza di Brescia, storica fondazione polisportiva, dapprima insieme al fratello Sergio sotto la guida del noto maestro Bernardini Mario (già istruttore dell'Accademia del Corpo di Guardie di P.S), poi dal 1970 allievo prediletto del maestro Franco Capelletti, che col maestro giapponese Masami Matsushita fa della palestra di piazzetta Sant'Alessandro un riferimento per tutto il judo nazionale.

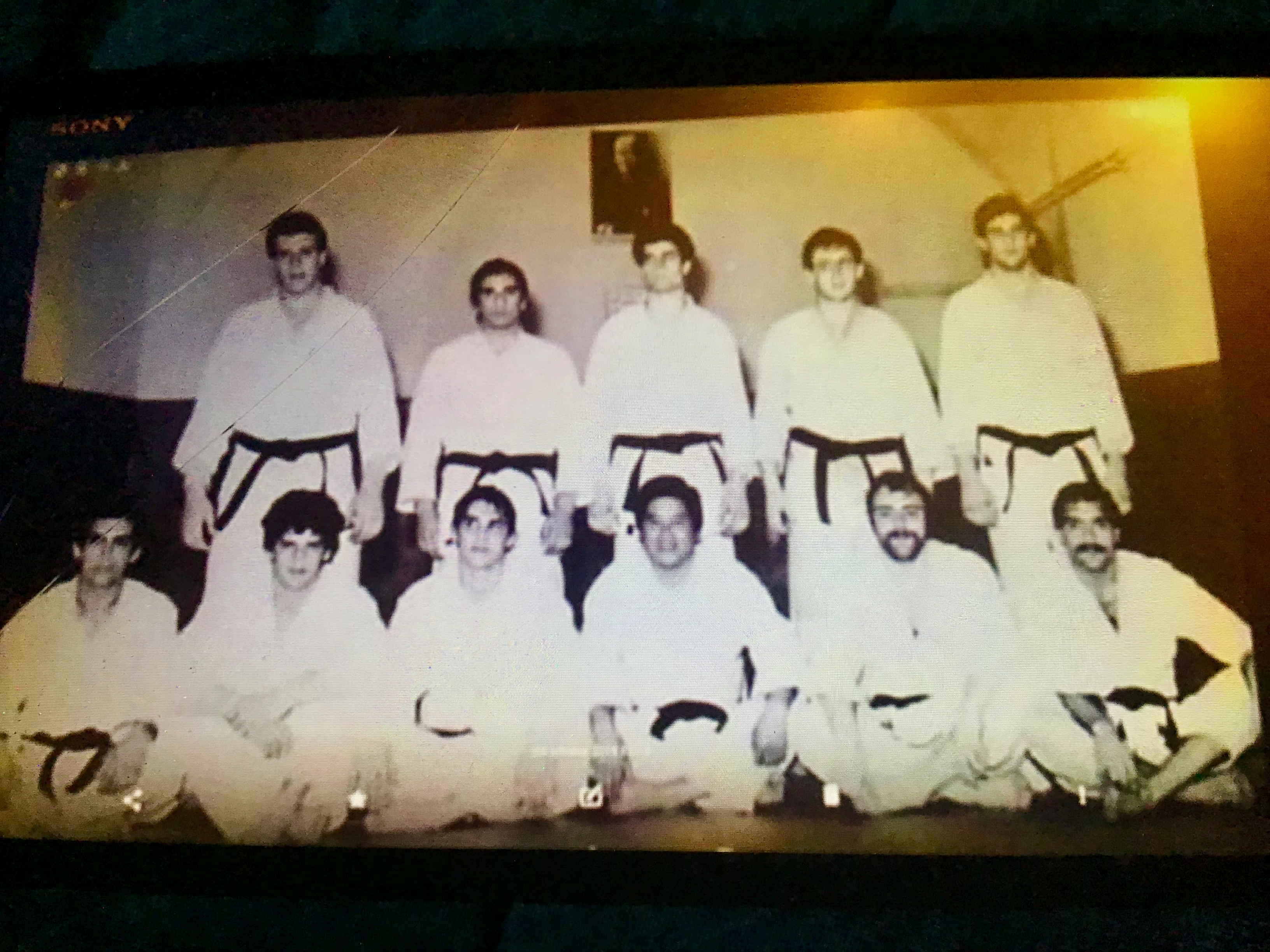
La nazionale italiana di judo nel 1976

Nel 1975 Gamba viene chiamato a far parte di una ristretta rosa di giovani judoka e fa la conoscenza del judoka Nicola Angelo Fetto dopo essere stato convocato perennemente presso il Centro di Preparazione Olimpica di Roma, istituito dal Presidente avv. Augusto Ceracchini nella sede dell'Accademia Nazionale Italiana di Judo, sotto la guida del M° Masami Matsushita. Rappresenta la Nazionale italiana di judo in quattro edizioni dei Giochi olimpici estivi: Montréal 1976, Mosca 1980, Los Angeles 1984, Seoul 1988. Nella prima si classifica settimo. A causa del boicottaggio del blocco occidentale, Gamba,  per poter liberamente partecipare ai Giochi di Mosca chiede ed ottiene con il supporto di Franco Capelletti, il congedo dall'Arma dei Carabinieri del cui Gruppo Sportivo era effettivo. A Mosca vince l'oro nella categoria maschile dei pesi leggeri (71 kg), battendo in finale il britannico Neil Adams; a Los Angeles conquista la medaglia d'argento nella stessa categoria, sconfitto dal sudcoreano Ahn Byeong-Keun.
Gamba vince i Campionati Europei di judo a Rostock nel 1982. Ottiene inoltre due secondi posti ai campionati mondiali di judo e due secondi posti più un terzo posto ai campionati europei di judo.

### Allenatore
Dopo l'attività agonistica, smessa nel 1988 dopo Seoul, Gamba è allenatore della nazionale italiana di judo fino al 2004. Diventa quindi responsabile tecnico del Judo nella Federazione Africana di Arti Marziali per circa un anno.
Nel 2009 si trasferisce in Russia, dove è allenatore della nazionale di judo; nel 2010 insignito del premio di miglior allenatore europeo dell'anno.
Nell'estate 2013 insieme a Franco Cappelletti entra a far parte della Hall of Fame della disciplina, evento celebrato con una serata di gala a Rio de Janeiro.
Il giorno 8 gennaio 2016, per quanto fatto in Russia (sotto la guida di Gamba, infatti, a Londra sono arrivati i primi ori olimpici del judo russo), riceve direttamente dalle mani di Vladimir Putin, in conferenza stampa, il passaporto russo. Putin, riporta l'agenzia Tass, ha rivelato che era stato lo stesso Gamba a esprimere il desiderio di diventare cittadino russo: non è un segreto nell'ambiente del judo il fatto che in più occasioni Gamba abbia allenato il leader russo, di cui è nota la passione per le arti marziali, maturata anche a seguito dei pregressi incarichi in agenzie governative sovietiche.
È stato segretario generale dell'European Judo Union. Si è dimesso nel marzo 2022, dopo che la Russia ha invaso militarmente l'Ucraina.

## Riconoscimenti
- Nel maggio 2015, una targa a lui dedicata fu inserita nella Walk of Fame dello sport italiano a Roma, riservata agli ex atleti italiani che si sono distinti in campo internazionale.[12][13]

## Filmografia
- Pietro Mennea - La freccia del Sud, regia di Ricky Tognazzi - miniserie TV con Gian Marco Pellecchia nei panni di Ezio Gamba (2015)